# 陈海涵
陈海涵（1914年—1994年），中国人民解放军将领、中国人民解放军开国少将。
曾任中国人民解放军军事学院高级速成系主任。1955年，授予中国人民解放军少将。